# 习朗无垢庵
习朗无垢庵，位于中国云南省丽江市永胜县期纳镇习朗村习朗小学内，现存正殿、阁楼、戏台三幢建筑，是永胜一座保存较好的寺庙建筑。其始建年代不详，正殿为高氏土司于乾隆三十三年（1768年）在原址上重建，阁楼、戏台重建于民国二十四年（1935年）。正殿面阔三间，进深五间，硬山顶，抬梁屋架，五彩重翘品字斗拱，彩绘仙释，木作雕刻精湛，梁枋、斗拱和小木作的彩画，仍保持原样，具有鲜明的道教文化色彩。阁楼和戏台为歇山顶，前檐为清式斗拱，雀替为镂空雕。所有木雕线条流畅，古朴雄浑，工艺精湛。2012年公布为丽江市级文物保护单位，2019年公布为云南省级文物保护单位。

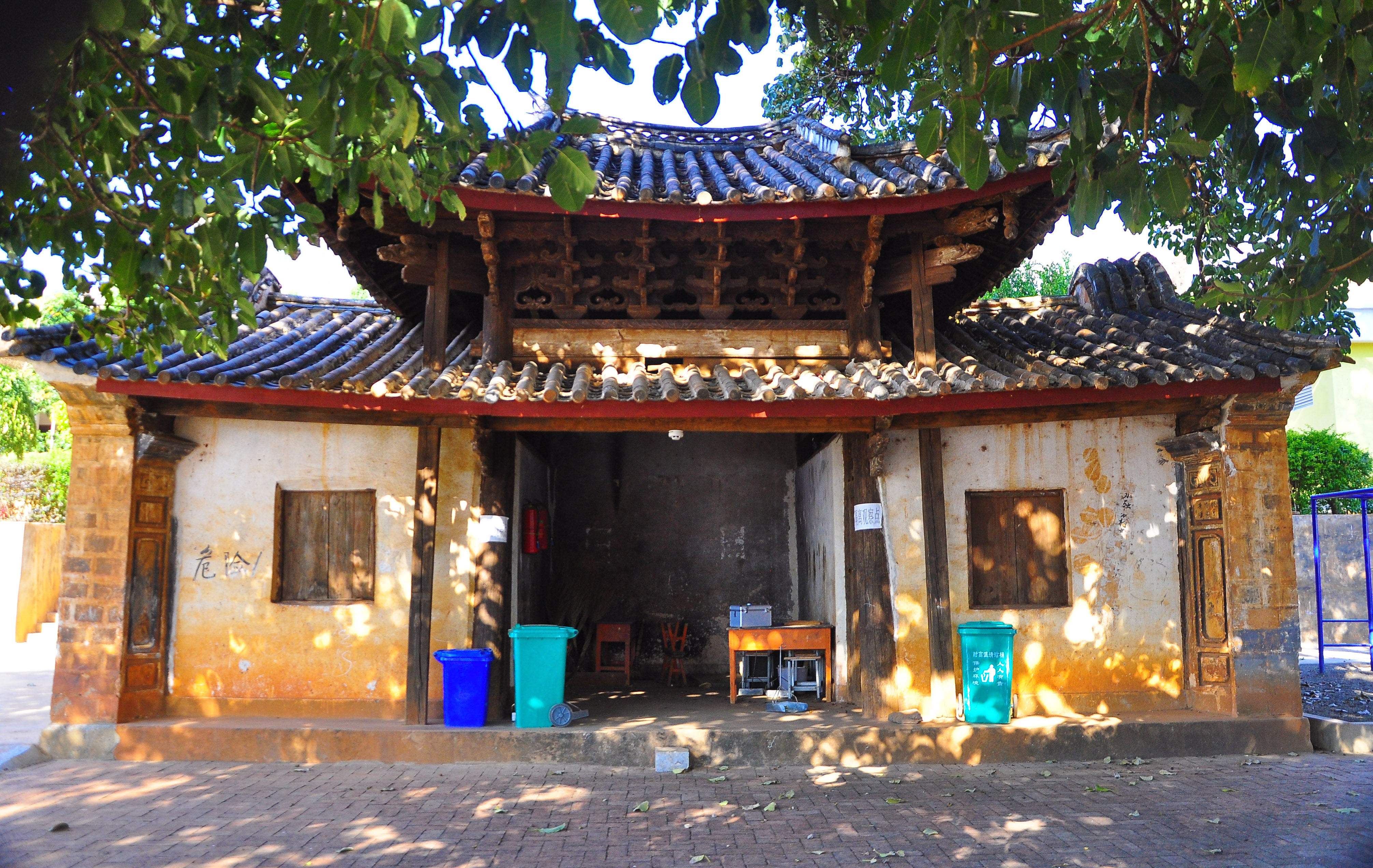
习朗无垢庵正殿正面
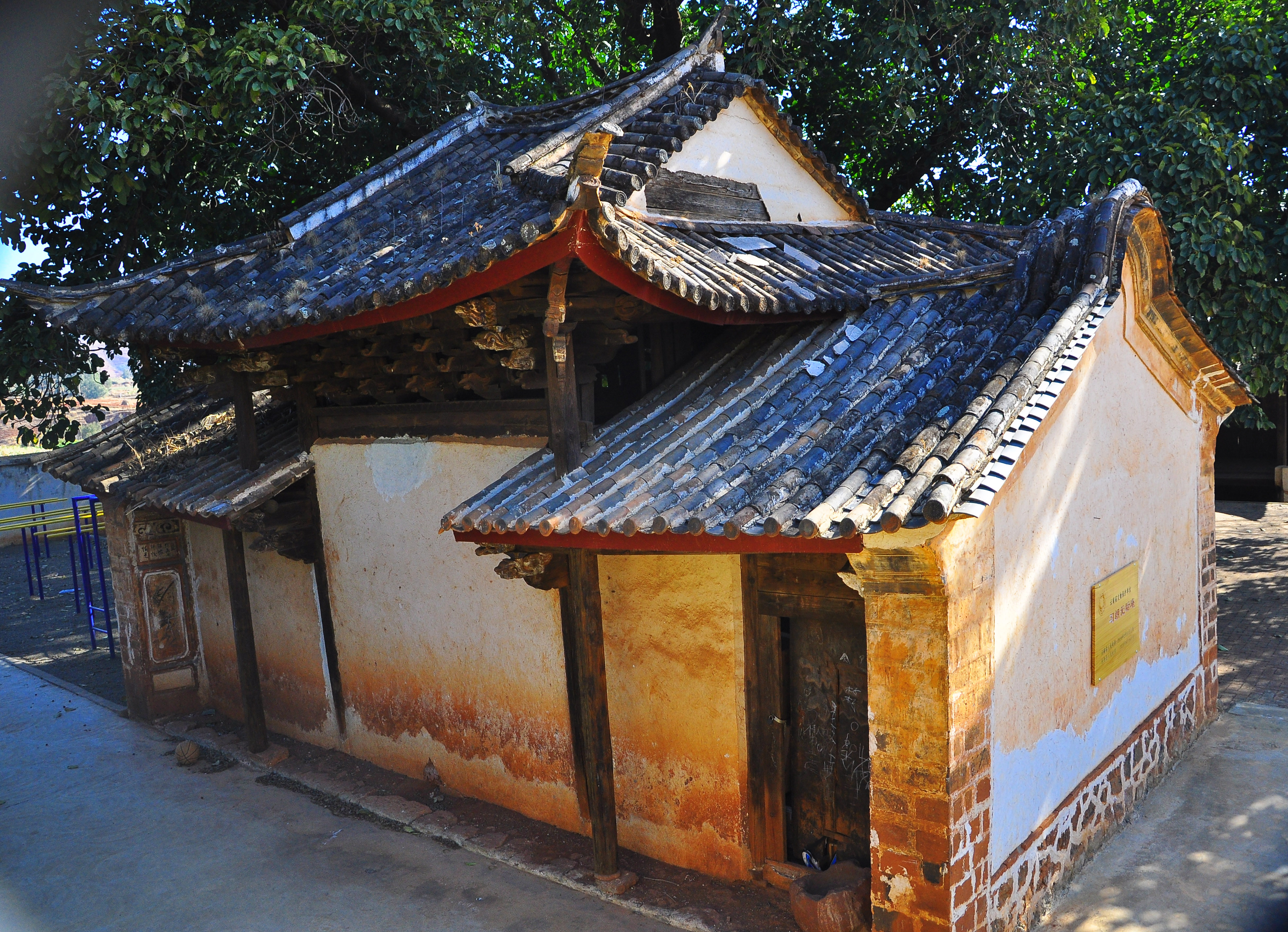
习朗无垢庵正殿背面
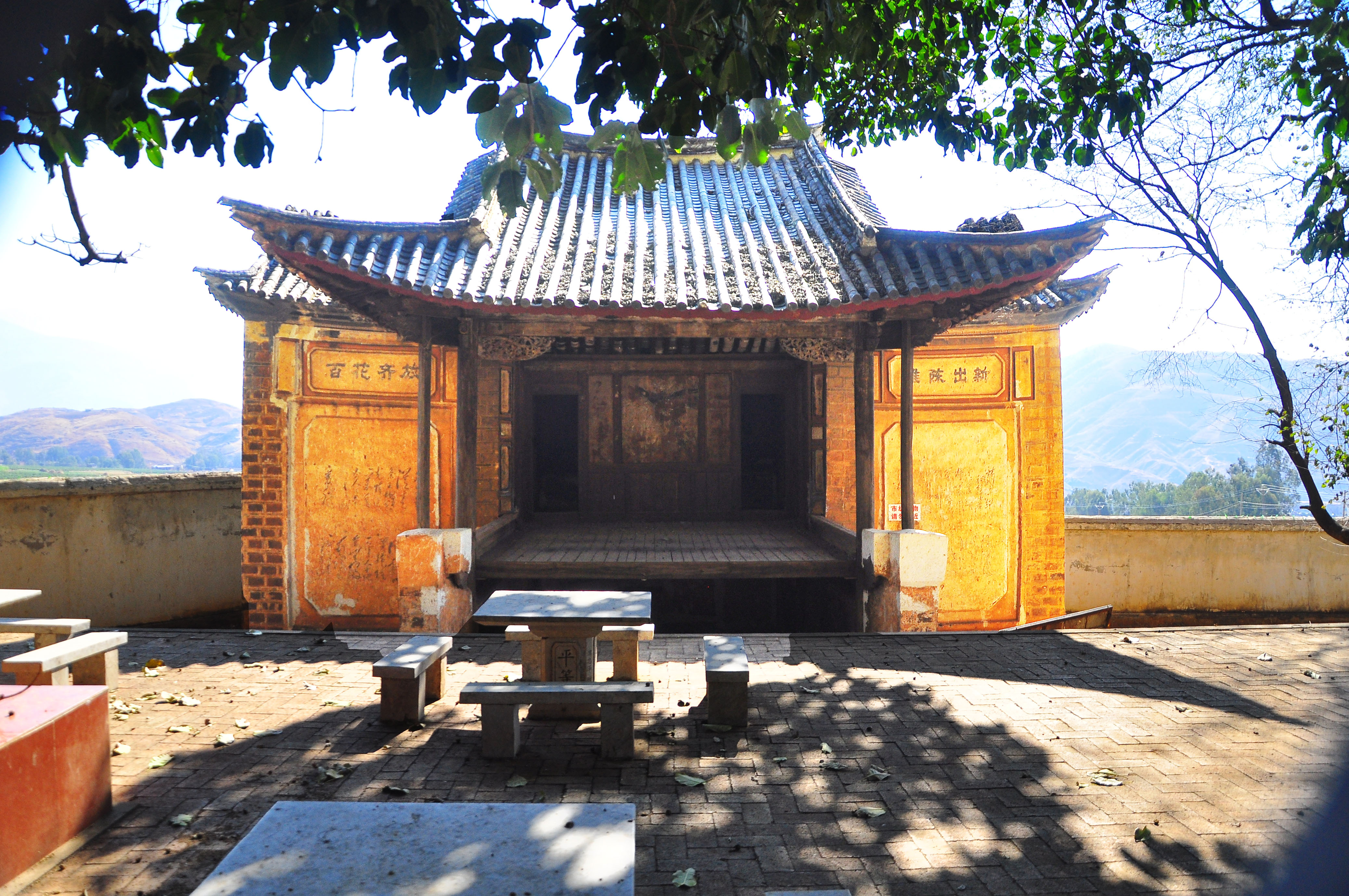
阁楼
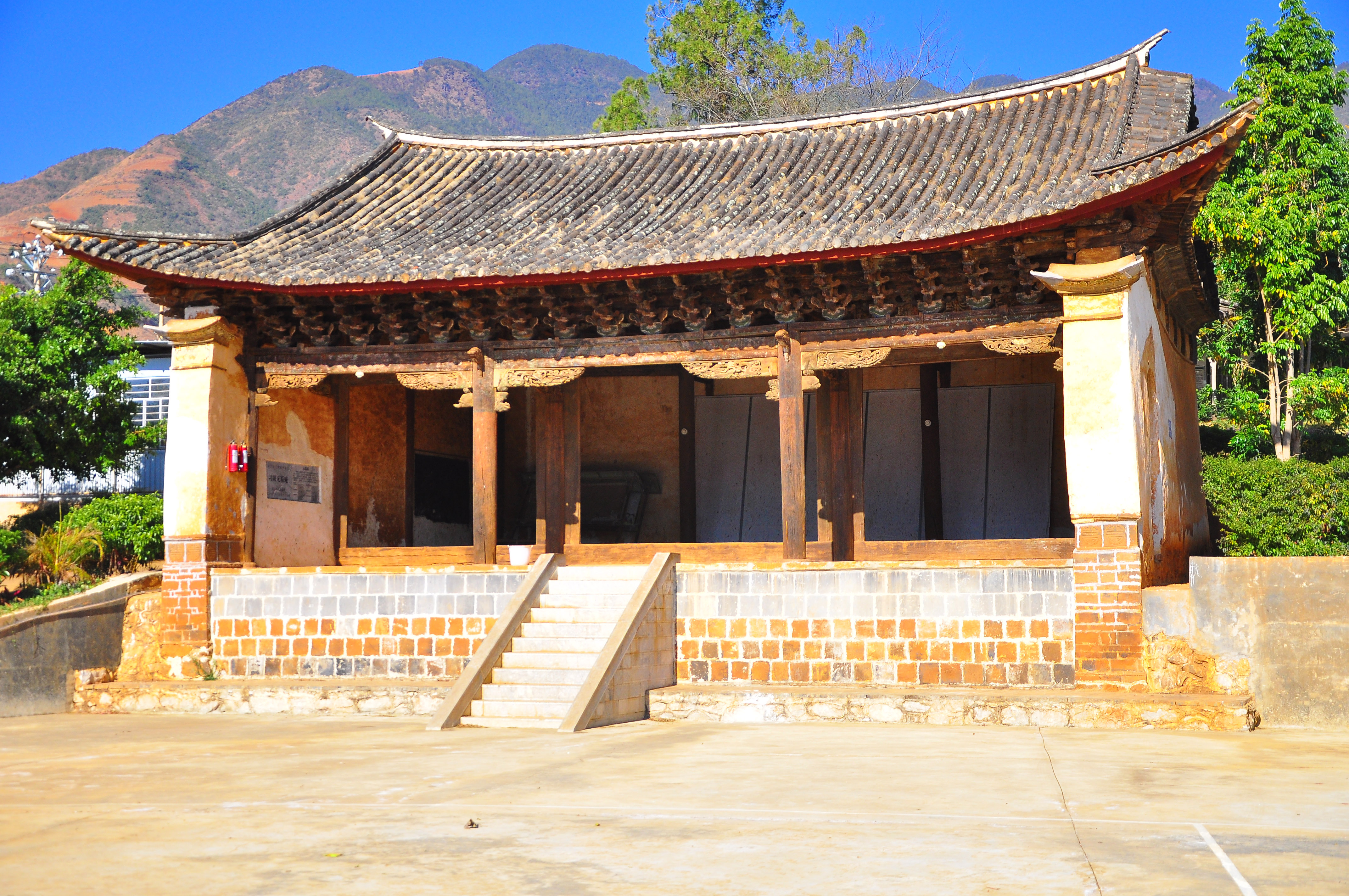
戏台